# جورج سلاتر
جورج سلاتر (بالإنجليزية: George Slater)‏ (1864 بوالسال في المملكة المتحدة - ) هو لاعب كرة قدم بريطاني (وحمل سابقاً جنسية المملكة المتحدة لبريطانيا العظمى وأيرلندا) في مركز جناح ‏. لعب مع ستوك سيتي.